# Акаба (аеропорт)
Аеропорт імені короля Хусейна (IATA: AQJ, ICAO: OJAQ)❳ (араб. مطارالملك الحسين الدولي) — міжнародний аеропорт за 9 км на північ від Акаби, другий з пасажироперевезень в Йорданії. В радіусі 24 км від аеропорту розташовані кордони трьох держав — Єгипту, Саудівської Аравії та Ізраїлю.
Аеропорт є хабом для:
- Royal Jordanian
- Royal Wings

## Загальні відомості
На території аеропорту розташовані одна злітно-посадкова смуга, оснащена системою заходу на посадку за приладами I категорії, будівля терміналу (2600 м²) з багажним конвеєром, а також окремі будівлі для авіації загального призначення та павільйон короля Абдалли II, який він часто відвідує. Йорданська Королівська Льотна Академія періодично проводить тут тренувальні вильоти.

## Авіалінії та напрямки
| Авіакомпанія           | Пункт призначення                                                              |
| ---------------------- | ------------------------------------------------------------------------------ |
| easyJet                | Сезонний: Берлін-Шенефельд, Лондон-Гатвік                                      |
| Jordan Aviation        | Амман Чартер: Амман-Марка                                                      |
| Nordwind Airlines      | Чартер: Москва-Шереметьєво                                                     |
| Norwegian Air Shuttle  | Сезонний: Копенгаген                                                           |
| Royal Jordanian        | Амман Сезонний чартер: Копенгаген, Гельсінкі, Стокгольм-Арланда                |
| Royal Wings            | Амман Сезонний: Бейрут, Каїр                                                   |
| Ryanair                | Сезонний: Афіни, Кельн/Бонн, Рим-Чіампіно, Софія                               |
| Small Planet Airlines  | Сезонний чартер: Вільнюс (з 13 листопада 2018)                                 |
| Travel Service Hungary | Сезонний чартер: Будапешт                                                      |
| Turkish Airlines       | Стамбул-Ататюрк (завершення 31 грудня 2018), Стамбул-Аеропорт (з 1 січня 2019) |
| Ural Airlines          | Сезонний чартер: Москва-Домодєдово                                             |